# Кромер (город)
Кромер (англ. Cromer) — прибрежный город и приход на севере графства Норфолк (Англия).
Относится к неметрополитенскому району Норт-Норфолк. На 2016 год в городе проживало 7972 человека. Курортный город, известен своими крабами.

## Географическое положение
Кромер находится на норфолкском побережье Северного моря между Шерингемом и Оверстрэндом. Он стоит в основном на скалах у моря, окруженный лесистыми холмами.
В городе находится маяк, построенный в 1833 году.

## История

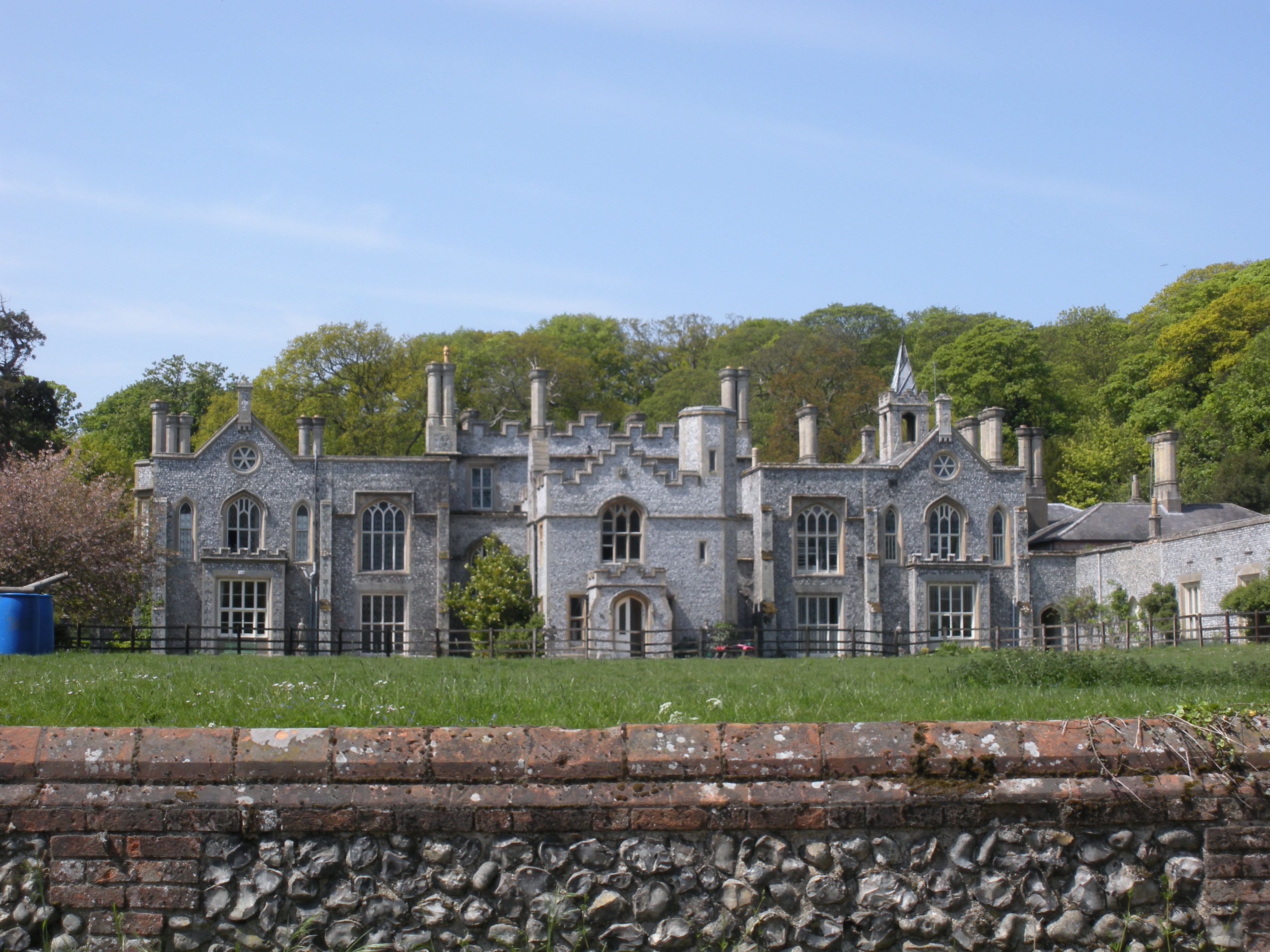
Кромер-Холл

Первым поселением на этой местности был Шипден. Впервые Кромер был упомянут в XIII веке и до XV века часто связывался с близлежащим Шипденом в поселение Шипден-бай-Кромер. Шипден находился ближе к побережью, чем Кромер, и был разрушен морем во времена Генриха IV. От него не осталось ничего, кроме остатков каменной кладки. В Кромере некоторые части города также затоплялись и были смыты в море (например, причал в 1845 году). В 1847 году был построен волнорез и новая пристань стоимостью около 10 000 фунтов стерлингов; и они обеспечили защиту от волн.

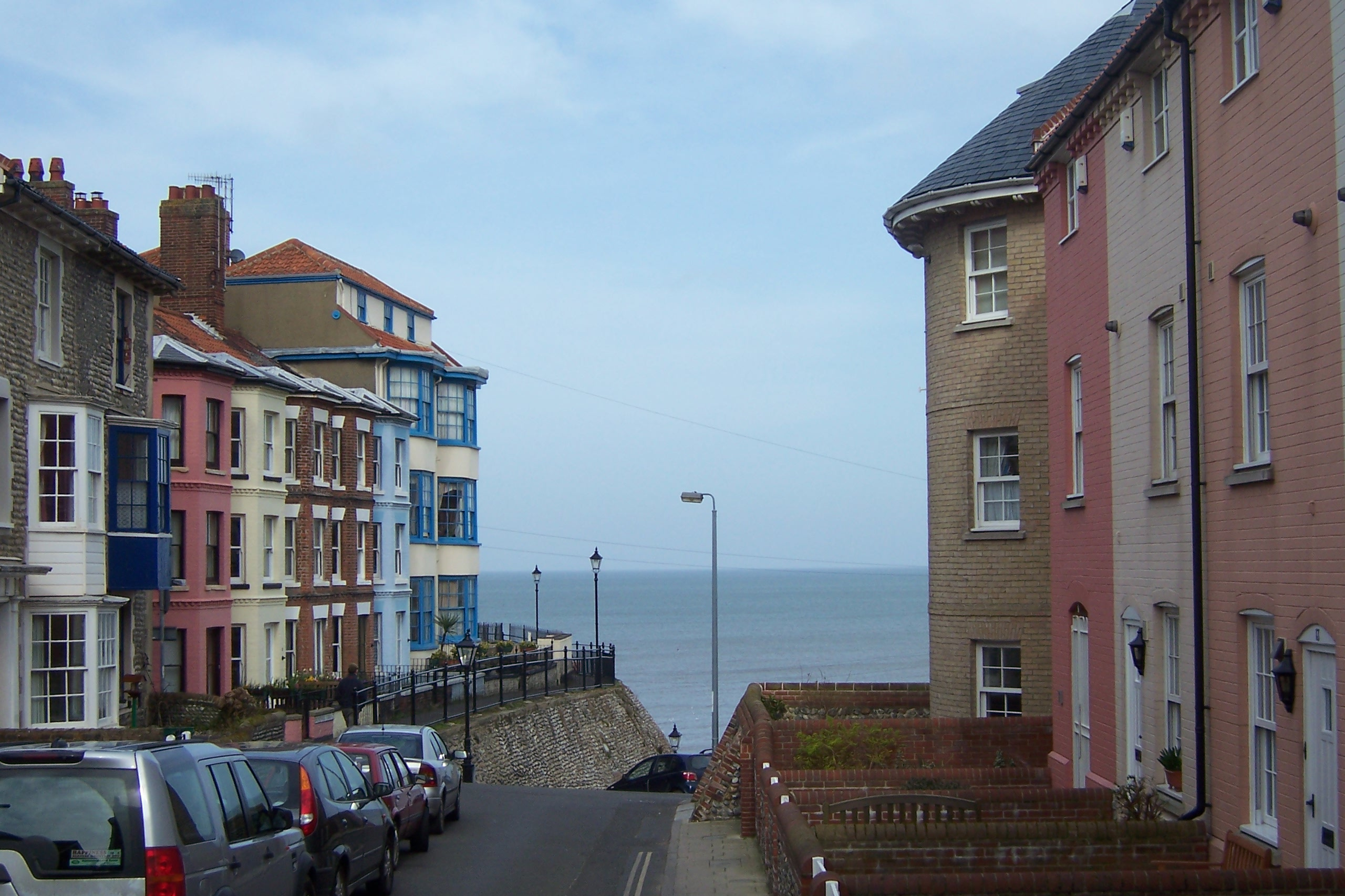
Улица Кромера

В средневековье расцвет города был основан на морской торговле и рыболовстве. К XVIII веку город потерял своё влияние и стал небольшой деревней с церковью. Однако, в XIX веке с появлением моды на отдых на море Кромер стал аналогом Брайтона на норфолкском побережье. Это привело к увеличению количества домов и росту города. В 1877 году вблизи города открылась железнодорожная станция Кромер-Хай, а в 1887 году — в самом городе, станция Кромер-Бич. Кромер оставался популярным курортом для высшего общества до Первой мировой войны. К середине XX века и после он стал городом для семейного отдыха. В 2 км от города находится поместье Кромер-Холл, которое, как считается, является прототипом Баскервиль-холла в повести Артура Конан-Дойля. Кромер упоминается в нескольких романах, таких как «Эмма» Джейн Остин, «Север и Юг» Элизабет Гаскелл и других. В городе отдыхали многие известные люди XIX века.

## Население
На 2016 год население города составляло 7972 человека. Из них 48,0 % мужчин и 52,0 % женщин. Распределение по возрасту было следующим: 13,9 % младше 18 лет, 50,7 % — от 18 до 64 лет, 35,4 % — старше 65 лет. 98,0 % населения города были белыми, 1,0 % имел азиатское происхождение.
Динамика численности населения:
| 1801 | 1811 | 1821 | 1831 | 1841 | 1851 | 1881 | 1891 | 1901 | 1911 | 1921 | 1931 | 1939 | 1951 | 1961 | 2001 | 2011 | 2016 |
| ---- | ---- | ---- | ---- | ---- | ---- | ---- | ---- | ---- | ---- | ---- | ---- | ---- | ---- | ---- | ---- | ---- | ---- |
| 676  | 848  | 1023 | 1232 | 1240 | 1366 | 1597 | 2197 | 3781 | 4073 | 5436 | 4176 | 4164 | 4651 | 4892 | 8000 | 7949 | 7972 |